# Municipio de Spring Grove (Iowa)
El municipio de Spring Grove (en inglés: Spring Grove Township) es un municipio ubicado en el condado de Linn en el estado estadounidense de Iowa. En el año 2010 tenía una población de 860 habitantes y una densidad poblacional de 9,2 personas por km².

## Geografía
El municipio de Spring Grove se encuentra ubicado en las coordenadas 42°15′16″N 91°38′59″O / 42.25444, -91.64972. Según la Oficina del Censo de los Estados Unidos, el municipio tiene una superficie total de 93.49 km², de la cual 92 km² corresponden a tierra firme y (1,58 %) 1,48 km² es agua.

## Demografía
Según el censo de 2010, había 860 personas residiendo en el municipio de Spring Grove. La densidad de población era de 9,2 hab./km². De los 860 habitantes, el municipio de Spring Grove estaba compuesto por el 97,21 % blancos, el 0,58 % eran afroamericanos, el 0,12 % eran amerindios, el 0,93 % eran asiáticos, el 0,12 % eran de otras razas y el 1,05 % eran de una mezcla de razas. Del total de la población el 0,93 % eran hispanos o latinos de cualquier raza.